# Corporativisme
El corporativisme és la doctrina política i social que propugna la intervenció de l'Estat en la solució dels conflictes d'ordre professional, mitjançant la creació de corporacions professionals que agrupen treballadors i empresaris.
A diferència del corporativisme gremial clàssic, l'actual corporativisme és una doctrina que defensa un sistema econòmic basat en la unificació, mitjançant corporacions dins de l'Estat, de totes les organitzacions sindicals: empresarials, de les feines, professionals, etc. És una forma d'organització socioeconòmica per part de règims nacionalsocialistes, i que posa en relleu el sindicat i l'economia planificada.
El terme ha de distingir-se del que s'usa pejorativament per a designar qualsevol política intervencionista d'un govern creada per a afavorir a les corporacions, entenent en aquest cas per «corporació» la seua altra accepció terminològica (anglicisme) que es refereix a les societats anònimes característiques dels sistemes capitalistes moderns.

## Orígens del corporativisme
Els primers conceptes de corporativisme han estat rastrejats fins a les idees trobades a l'antiga Grècia, l'antiga Roma i religions com ara el budisme, cristianisme, confucionisme, hinduisme i l'islam. El corporativisme polític modern, com a doctrina social, va néixer al segle XIX, a partir de concepcions socials tradicionalistes i funcionalistes, dins d’un fenomen de “tecnificació de la política”. En la seva vessant feixista, el seu principal promotor va ser el romanès Mihail Manoilescu, autor de Le siècle du corporatisme. La doctrine du corporatisme intégral et pur (1934), text que resumeix l’ideari corporatiu dels feixismes europeus.

## Corporativisme de parentiu
El corporativisme de parentiu o corporativisme gregari és el basat en el parentiu o bé centrat en la identificació ètnica de grups, clans i famílies, que es protegeixen entre ells, ha estat un fenomen comú a Àfrica, Àsia, Amèrica Llatina i altres llocs. Les societats confucionistess basades en grups, clans i famílies d'Àsia de l'Est i del Sud-est Asiàtic han estat considerades precursores del corporativisme modern. Xina té forts elements de corporativisme de clan en la seva societat que involucren normes legals que regeixen les relacions familiars. Les societats islàmiques sovint tenen forts clans o tribus que formen la base per a una societat corporativista basada en la comunitat.